# Sanitat de Nantes

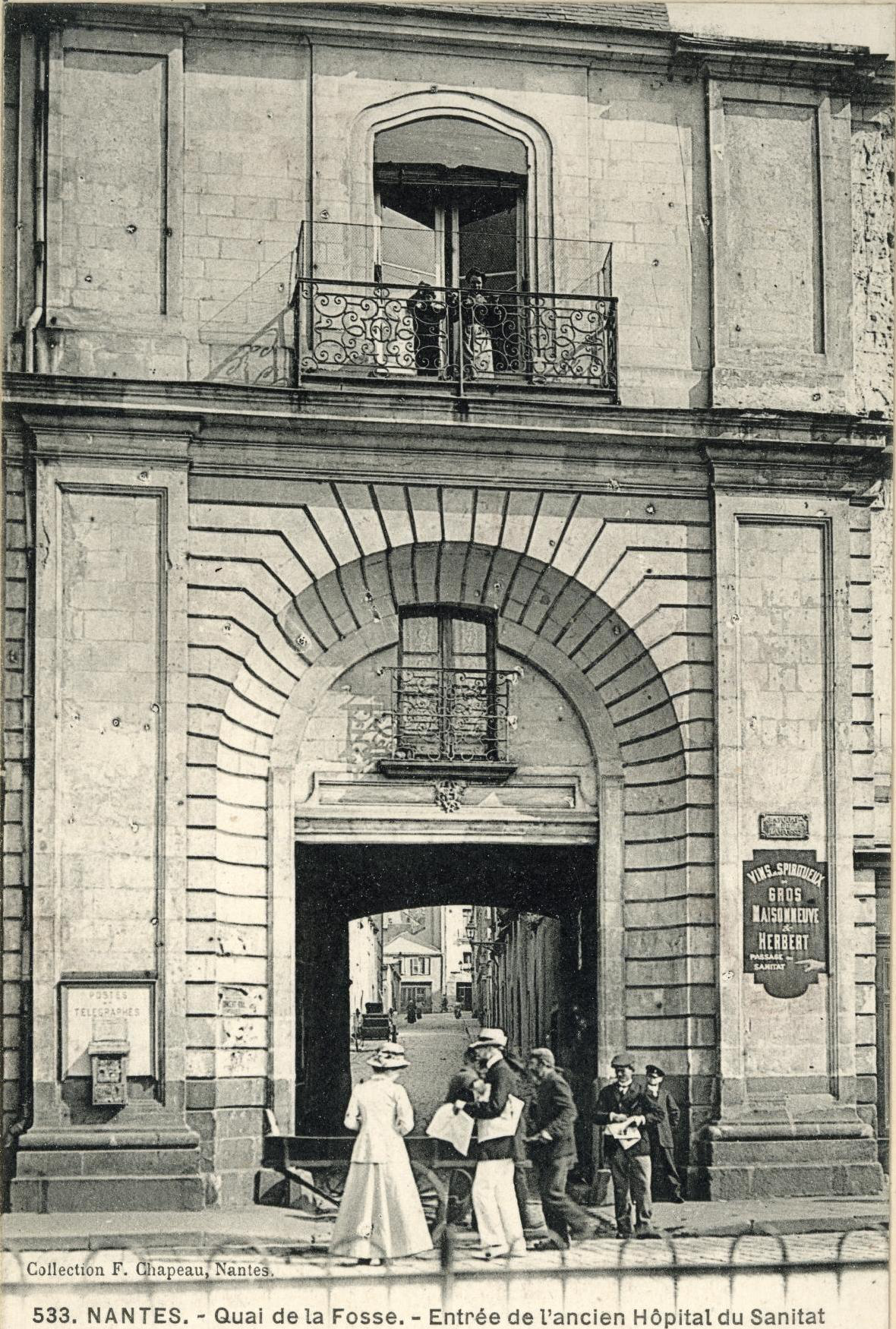
Entrée de l'ancien Hôpital du Sanitat.

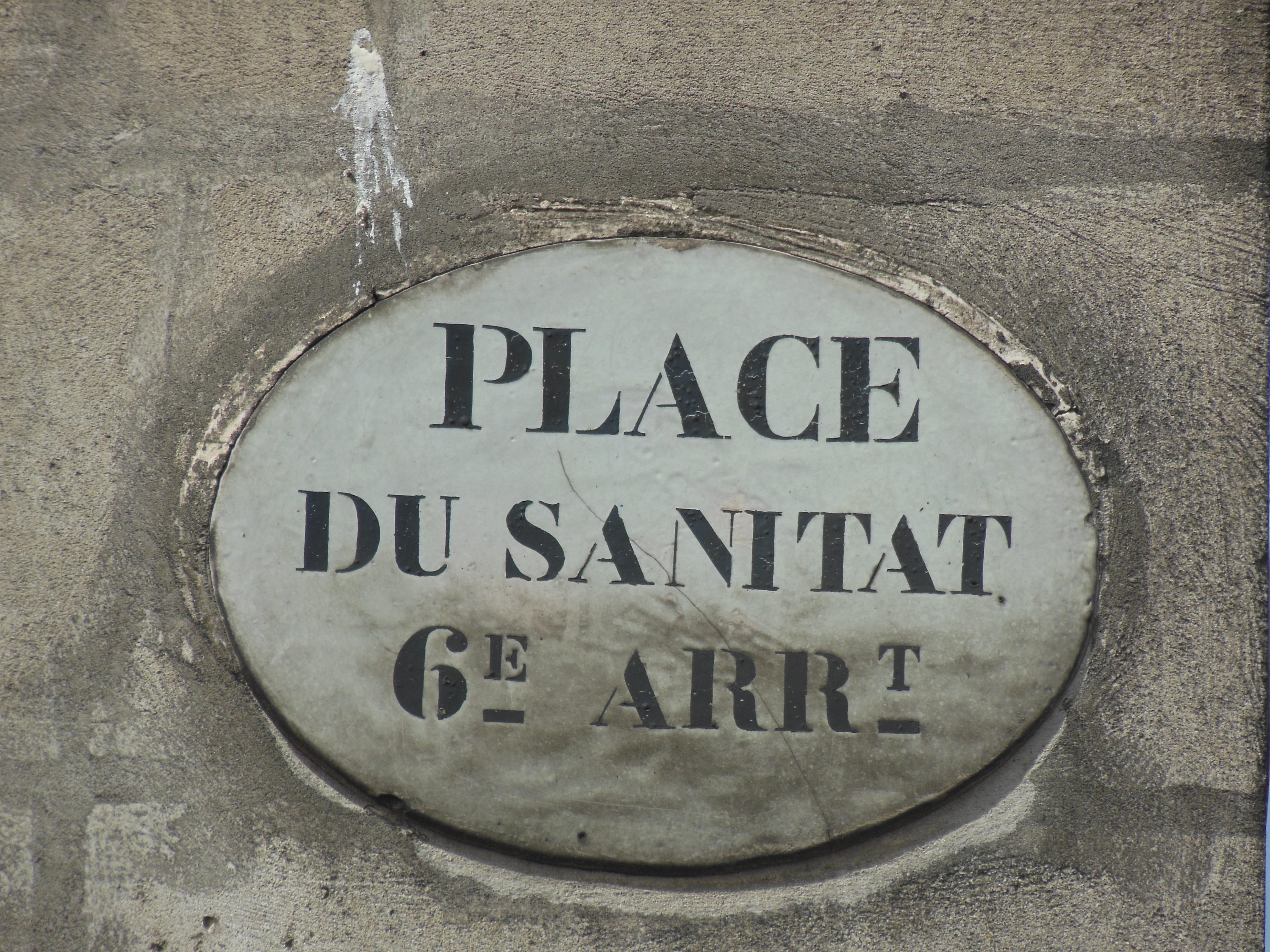
Ancien panneau de la place du Sanitat, à Nantes

Le Sanitat était un hôpital de Nantes, en France, situé près du quai de la Fosse (à l'emplacement, entre autres, de l'église Notre-Dame-de-Bon-Port). La place du Sanitat porte désormais ce toponyme à Nantes. Tout d'abord léproserie, il a servi d'hospice et de prison, notamment pendant la Révolution française. Il a cessé de fonctionner au début du XIXe siècle, avant d'être détruit.

## Historique

### Création d'un lazaret
Entre les XIVe et XVIIIe siècles, la ville et le port de Nantes sont périodiquement touchés par des épidémies de peste. Le pic de ces contagions est atteint au XVIe siècle. Les Nantais et leurs représentants sont démunis face au fléau. Des processions catholiques sont régulièrement organisées ; elles sont destinées à obtenir la protection des saints Roch et Sébastien. Quand la maladie frappe la cité, les riches fuient la ville ou s'enferment chez eux. Lorsque l'épidémie prend une grande ampleur, les autorités imposent le maintien à domicile, avec leur famille et leurs domestiques, de ceux ayant les moyens de se faire soigner. Les pauvres, eux, sont souvent chassés de la ville. Une autre solution également adoptée est de les isoler dans des bâtiments réquisitionnés.
En 1569, au cours d'une épidémie, le Conseil de ville (constitué du maire et des échevins) décide d'utiliser une propriété hors des murs de la cité pour établir un lazaret. Il s'agit de l'Asnerie, ancienne possession de l'abbaye de Buzay, passées aux mains de Laurent de Marchis, sieur de la Vrillière. Sur cette terre située près du quai de la Fosse se dresse un manoir, entouré d'un jardin et de vignes. La propriété étant alors inoccupée, le Conseil de ville la réquisitionne, et après avoir fait abattre les cloisons intérieures, y installe les pauvres atteints de la peste. Après la fin de l'épidémie, en 1572, le propriétaire cède son bien à la ville, qui en fait un lazaret permanent.

### Le Sanitat
Il devient le Sanitat en 1612, après la construction de nouveaux bâtiments dont une chapelle. Les Carmélites, autorisées à s'installer à Nantes le 8 février 1618, sont hébergées au Sanitat jusqu'au 2 avril 1619, date à laquelle elles s'installent rue des Carmélites, dans l'hôtel de la Bretonnière. En 1631, un des traitements appliqués aux pestiférés consiste à les faire vomir en leur faisant avaler une boisson à base d'huile d'olive, puis en les plaçant dans un lit chaud et en leur donnant des breuvages favorisant la sudation.
Les épidémies se raréfiant, sa destination change. Il devient aussi prison, d'abord lorsque environ 700 protestants, pris après la victoire de Louis XIII sur Benjamin de Rohan lors la bataille de Riez le 16 avril 1622, y sont internés, puis en 1643, pour enfermer des Espagnols (la France est alors engagée dans la guerre de Trente Ans)
Finalement, en 1650, le lieu trouve sa raison d'être en tant que dépôt de mendicité, où sont d'abord internés des mendiants et vagabonds, puis des prostituées. Il prend le nom d'« hôpital général » en 1671, avant d'accueillir, à partir de 1676, des aliénés et des enfants abandonnés ou orphelins. Cette dernière mission est un temps dévolue à l'Hospice des orphelins, fondé en 1774 par l'armateur et négrier Guillaume Grou.
L'hôpital général ou hospice du Sanitat n'est donc pas un hôpital au sens moderne du terme : aucun malade n'y est soigné.
En 1692, l'établissement accueille 334 personnes, puis 430 en 1763 et 644 en 1789. Lorsqu'il atteint son extension maximum, l'établissement et son enclos occupent l'espace compris entre les actuelles rues Charles-Brunellière, Dobrée, de la Verrerie et le quai de la Fosse.
À sa création, les directeurs (ou administrateurs) de l'établissement ont contribué à l'extension de l'aménagement du quai de la Fosse jusqu'au niveau du Sanitat. Ils ont obtenu de percevoir un « droit de quai » sur les navires mouillant à cet endroit. D'autre part ils font construire des magasins d'entrepôt, activité qui s'ajoute à l'atelier de manufacture existant dans les locaux.

### Le Sanitat pendant la Révolution
Lors de la Révolution, en 1792, la chapelle du Sanitat, dite chapelle Saint-Louis, devient église paroissiale (jusqu'en 1827) sous le nom de Notre-Dame de Chézine. En 1793, elle est baptisée « temple de la Réunion », et le Sanitat est appelé hospice de la Réunion. Il est utilisé pour soigner des détenus des prisons de Nantes. Contrairement aux autres prisons et hôpitaux ces derniers y reçoivent de réels soins. Selon un rapport de l’an II, sur les 1 041 malades du Sanitat, 347 sont des prisonniers.
L’hôpital est d’abord tenu par les religieuses, mais celle-ci sont expulsées le 14 novembre 1793 pour refus de serment à la Constitution civile du clergé.
Plusieurs administrateurs républicains demandent cependant, mais sans résultat semble-t-il, que les détenus soient expulsés de l’hôpital afin de ne pas « contaminer » les patients avec leurs opinions contre-révolutionnaires.
L’officier municipal Piton écrit : 

« Il est inconcevable qu’on ait pu envoyer dans cette maison les détenus qui y ont été mis. Si on les laisse encore quelque temps, la maison sera perdue, parce que les pauvres, mêlés avec les gens suspects, en puiseront infailliblement les principes, et, au lieu d’une école nationale, ce sera une école contre-révolutionnaire. Ces détenus ont fait un tort immense à cet établissement, par le linge, les lits, et autres consommations qu’ils ont faites. »

La délibération du District datée du 31 mai 1794 :

« Aujourd’hui le nombre des individus de cette maison se trouve élevé à douze cents, et demande que cet hospice soit évacué de tous les détenus sur la maison de Sainte-Elisabeth, tant pour la raison du bon ordre que pour la salubrité de l’air. Un hospice civil doit être dégagé de toute espèce d’inquiétudes ; l’air que respirent douze cents individus malades, dans un espace aussi resserré que cet hospice, ne peut pas être pur... Considérant, d’ailleurs que cette maison, destinée à recevoir des orphelins ne doit pas être infectée des prisonniers, par la crainte qu’ils ne répandent dans les personnes qui les avoisinent ou les soignent leurs principes dangereux et contre-révolutionnaires, qui pourraient passer dans les jeunes élèves de la république, et les perdre avant qu’ils eussent été dans le cas d’en goûter les douceurs, arrête que l’on transférera à la maison de Sainte-Elisabeth le trop plein des prisonniers qui sont à l’hospice de la Réunion. »

Un autre rapport est fait le 7 messidor, il donne cependant des chiffres inexacts :

« Ils n’ignoraient pas que cet établissement très vaste, très bien exposé, devait être très salubre, aussi n’ont-ils pas été surpris que, sur environ huit cents détenus, il n’y eût qu’une vingtaine de malades ; ces malades, toutes femmes de la campagne, sont réunies dans l’église qui est petite, basse, et le seul lieu malsain de la maison, presque toutes ces femmes sont avec deux ou trois enfants du plus bas âge. »

D’après une lettre du concierge Drouin datée du 5 août, 327 prisonniers dont 79 hommes et 248 femmes occupent le Sanitat. Selon un état du 16 septembre 1794, 280 hommes, femmes et enfants y sont encore détenus parmi lesquels 18 hommes et 138 femmes laboureurs. Progressivement les prisonniers sont libérés sur ordre du représentant Jean-Baptiste Bô. Le Sanitat cesse définitivement de contenir des détenus le 24 janvier 1795, suivant les ordres des représentants Chaillon et Lofficial.

### Fin du Sanitat
Au début du XIXe siècle le Sanitat retrouve sa fonction d'hospice pour indigents, orphelins, aliénés, prostituées. Mais il est sans possibilité d'extension dans un quartier fortement urbanisé, et il est surtout vétuste, devenant même dangereux. D'autre part, la psychiatrie évolue : Philippe Pinel et son élève Jean-Étienne Esquirol préconisent de ne plus permettre que les internés soient couchés à même le sol et enchaînés, ni même battus. De même, chaque interné doit recevoir la visite d'un médecin une fois par jour. La configuration du Sanitat ne permet pas d'appliquer ces mesures, et le médecin responsable des aliénés, le docteur Treluyer, effectue des visites espacées, se consacrant surtout à sa clientèle privée, hors du Sanitat.
Louis-François de Tollenare, trésorier des hospices de Nantes, est chargé de transférer les services du Sanitat vers un nouvel établissement. L'opération est suspendue en raison de la révolution de 1830, mais, ensuite, la situation sociale conduit le gouvernement de Louis-Philippe Ier à favoriser les projets d'ouverture d'ateliers de charité, destinés à occuper les chômeurs,. La classe dirigeante est encore sous le coup de la révolte populaire de juillet 1830, et tente d'atténuer les effets de la pauvreté pour limiter les risques de bouleversement social. Il est décidé le transfert des services et les pensionnaires vers le nouvel hôpital Saint-Jacques de Nantes. Les bâtiments du Sanitat sont mis en vente par lots le 4 mars 1833. Le financement de la construction de Saint-Jacques est facilité par la vente du Sanitat et de ses possessions foncières. De Tollenare en obtient 600 000 francs, un bon prix, bénéficiant au passage d'une plus-value sur les biens immobiliers qu'il possède quai de la Fosse et qui prennent de la valeur. La vente a néanmoins l'inconvénient d'imposer une date butoir de déménagement ; initialement prévu le 3 mars 1833, celui-ci a lieu en octobre de la même année, sous la pression des menaces de procédures judiciaires des nouveaux propriétaires du Sanitat, ce qui contraint l'administration à emménager les résidents en catastrophe, dans un hospice de Saint-Jacques en cours de construction.
Le dernier médecin de l'établissement aurait dû être le docteur Treluyer. Mais le retard pris fait que Camille Bouchet, élève et protégé de Jean-Étienne Esquirol, qu'il a momentanément suppléé à l'asile de Charenton, prend ses fonctions le 26 juin 1833, au Sanitat. Il devient par la suite le premier médecin-chef de l'hôpital Saint-Jacques.
Une fois le transfert effectué, le Sanitat est détruit, faisant place à un nouveau quartier, où est créée, en 1837, la place du Sanitat. Le portail donnant sur le quai de la Fosse est conservé, jusqu'au milieu du XXe siècle, entre les numéros 81 et 82. Reconstruit en 1733 en remplacement d'un ancien portail de 1633, il est détruit lors des bombardements sur Nantes de septembre 1943. Il n'en reste au XXIe siècle qu'un reliquat de pilastre à l'angle de la place du Commandant-Jean-L'Herminier et du quai de la Fosse.

### La chapelle du Sanitat
La chapelle du Sanitat survit un siècle à l'ensemble de l'établissement. D'une capacité de 2 400 places, l'édifice est constitué d'une nef qui mesure 17 mètres de long et 6 mètres de large, de deux collatéraux, et d'un chevet présentant trois niches.
En 1792, la chapelle, baptisée Notre-Dame de Chézine, devient momentanément le lieu de culte d'une paroisse, Notre-Dame de la Fosse. En 1793, elle est baptisée « temple de la Réunion » ; elle reste église paroissiale jusqu'en 1827. Réaffectée à l'hospice, elle est cédée à Édouard Bouché, un négociant, en mars 1833, lors de la vente du Sanitat. Elle n'est pas libérée à temps, comme toutes les autres parcelles, et l'hôpital de Nantes en garde la jouissance jusqu'au 24 juin 1834. À cette date, Bouché la loue à des prêtres d'un schisme catholique, l'Église catholique française, également appelé « religion de Châtel », dont l'implantation à Nantes est soutenue par des personnalités de « gauche » comme Ange Guépin ou Charles Victor Mangin. La chapelle devient donc le centre d'une contestation religieuse. Le premier office est célébré le 14 août 1834. Le lieu de culte reste l'« église des Châtels » jusqu'en 1843.
La chapelle devient ensuite un atelier de serrurerie, avant d'être détruite lors des bombardements de 1943.